# Ignace Lepp
Ignace Lepp (John Robert Lepp; 26 de octubre de 1909, Orajõe, Pärnumaa, Estonia - 29 de mayo de 1966, cerca de París) fue un escritor francés.
Hijo de un capitán naval, nació a bordo de un barco en el Mar Báltico en donde creció junto a su hermano hasta los cinco años, bajo el cuidado de su madre. A los 15 años, se unió al Partido comunista francés después de leer "la madre” de Gorki, una novela que lo impresionó en forma duradera y lo llevó a abandonar individualismo.
En su libro De Marx Superman a Cristo cuenta sus inicios como activista comunista, relata sus contactos con altos dirigentes soviéticos y cómo llegó a ser uno de los máximos dirigentes de los intelectuales revolucionarios de Europa.  Posteriormente, decepcionado del comunismo y de las incongruencias de sus dirigentes, se convierte al catolicismo. El punto de inflexión fue la lectura de la novela Quo Vadis, llamándole particularmente la atención la cantidad de datos que la novela proporcionaba sobre la vida de primeras comunidades cristianas. En cierta manera reconoció en ellas el ideal de vida que había estado buscando desde su juventud.
Luego de terminados sus estudios en la Facultad de Teología de la Universidad Católica de Lyon, fue ordenado sacerdote el 29 de junio de 1941, en la basílica de Fourvière.
Escribió muchos libros incluyendo algunos sobre el ateísmo, religión, y más adelante psiquiatría, pues era psicólogo y psicoanalista

## Obras
- The Challenges of Life: Viewing Ourselves In Our Existential Totality, 1969
- El Intelectual y el arte de vivir, 1968
- The Depths of the Soul: a Christian Approach to Psychoanalysis, Staten Island, N.Y.: Alba House, 1966 (orig. Clarté et ténèbres de l’âme: Essai de psychosynthèse, Paris: Aubier, 1956)
- The Ways of Friendship, 1966
- The Authentic Morality, 1965
- A Christian Philosophy of Existence, 1965
- Ateísmo en nuestro tiempo (orig:"Psychanalyse de l'athéisme moderne”), 1964
- Psicoanálisis del Amor, 1963
- Psicoanálisis de la muerte
- The Christian Failure, 1962
- Hygiene of the Soul (orig. Hygiène De L'Âme, Paris: Aubier, 1958)
- La Nueva Moral: Psicosíntesis de la vida moral (Original: La morale nouvelle), 19671
- Death & Its Mysteries, 1968
- "Teilhard et la foi des homme", sobre pensador francés Pierre Teilhard de Chardin.